# Euphrosine samoana
Euphrosine samoana är en ringmaskart som beskrevs av Augener 1927. Euphrosine samoana ingår i släktet Euphrosine och familjen Euphrosinidae. Inga underarter finns listade i Catalogue of Life.